# Noureddine Ayouch
Pour les articles homonymes, voir Ayouch.
Noureddine Ayouch,  né en 1945 à Fès, est un publicitaire, créateur et chef d’entreprise marocain, ainsi qu'un acteur important de la société civile de son pays.

## Biographie

### Vie privée
Noureddine Ayouch est né à Fès le 21 décembre 1945, fils de Abdelkader Ayouch, entrepreneur dans le commerce et l'immobilier, et de Fatma Benzakour - dite Zakoura -. Aîné d'une fratrie de six enfants, il a grandi dans le Batha, à l'entrée de la Médina de Fès. Il a quatre enfants, Nabil, Hicham, Siham et Yanis.

### Formation
Noureddine Ayouch quitte sa ville natale pour Paris où il fait des études de sociologie puis de théâtre (Université du théâtre des Nations et Institut d'Etudes Théâtrales de la Sorbonne), et où  Mai 68 traverse sa vie. Bertolt Brecht fait alors partie — et le restera — de ses auteurs favoris. 
Il réalise et joue dans de multiples pièces avant son retour au Maroc.

### Parcours professionnel
Après une année en tant que responsable marketing de l'agence Havas de Casablanca, il crée  Shem's grâce au prêt d'un ami (10 000 DH), agence de communication à Casablanca, une des premières agences de publicité au Maroc (devenue Lowe Shem's en 2002, à la suite d'une association avec l'agence londonienne Lowe and Partners.) Celle-ci sera suivie de plusieurs autres agences, spécialisées dans la communication, le design, l’impression et les relations publiques : Afric photogravure, Alif, Public’s, Archipel...
Noureddine Ayouch lance le magazine féminin mensuel Kalima en février 1986, première revue féminine mettant en évidence le rôle de la femme dans le développement socio-culturel du Maroc, qui a donné lieu à de multiples débats sociétaux animés. Avant-gardiste sur les sujets de société jugés à l’époque subversifs, Kalima sera suspendue plusieurs fois par les autorités avant de disparaître en mars 1989, ne pouvant résister à la censure. [Bibliothèque Numérique Marocaine http://bnm.bnrm.ma:86/ClientBin/images/book137390/doc.pdf]. 
En 1995, il crée la première fondation marocaine de micro-crédit, Zakoura Micro-Crédit, avec pour objectif de participer au développement du pays. Sa philosophie est fondée sur une idée simple : pas de charité mais un support pour les démunis afin de les aider à réaliser leurs propres micro-entreprises. Jusqu’à fin 2009, la fondation offre des produits de prêt solidaires et individuels peu coûteux, pour un encours total de 1023 millions de dirhams marocains à près de 300000 emprunteurs actifs, dont un très large pourcentage de femmes, et emploie 1750 salariés. Les emprunteurs sont accompagnés et parfois formés pour réussir leur projet. 
Noureddine Ayouch retrace la création et le développement de Zakoura dans l'ouvrage "Zakoura, récit d'un défi", Tarik Éditions, 2008 

### Parcours militant
En 1997, Noureddine Ayouch crée la Fondation Zakoura Éducation, qui développe un système original d’éducation non formelle permettant de scolariser près de 30000 enfants exclus de l’école publique et d’alphabétiser plus de 80000 adultes. Les enfants ayant bénéficié de cette scolarité adaptée à leur quotidien (éloignement des villes, travaux des champs pour soutenir les parents, accueil de l'enfant et enseignement à partir de la langue de sa région...) pouvaient rejoindre le système éducatif classique, avec un taux de succès impressionnant.
En 2004, il lance avec feu Abderahim Harrouchi le collectif Démocratie et Modernité, lieu de réflexion politique, économique, socioculturelle et d'initiative pour le soutien de la démocratie. La même année, il crée la Fondation des Arts Vivant qui œuvre à réhabiliter l’art théâtral au sein de la société, à populariser sa pratique et à en faire un carrefour des expressions multiculturelles qui font le Maroc vivant.
En 2006, après s'être entretenu avec le roi Mohammed VI, il crée l’association 2007 Daba — (daba voulant dire « maintenant » en arabe dialectal) — afin  de stimuler l’engagement politique des citoyens — et des jeunes en particulier — à l’occasion des élections législatives marocaines de 2007. L'initiative est perçue comme une parade à la montée du Parti de la Justice et du Développement (PJD). 2007 DABA cible 4 populations : Les jeunes et ONG, les femmes, les élites intellectuelles et économiques, les partis politiques. Une caravane sillonne le pays pour rappeler la population à ses responsabilités citoyennes, 500 000 exemplaires du "guide du citoyen" ont été imprimés et distribués, ainsi que des millions de flyers.
En vue de participer au développement social et culturel du Maroc, il organise plusieurs colloques : le Colloque international autour de la langue, les langues, en 2010 ; le Colloque international sur la liberté de conscience et la Journée de réflexion et de propositions pour un Maroc de la culture, en 2012 ; ou encore le Colloque sur l’éducation, en 2013.
Il est en faveur de l'introduction de la langue maternelle vernaculaire, essentiellement la darija, comme langue d'enseignement au moins lors des premières années de scolarité.
Le parcours de Noureddine Ayouch est caractérisé par la diversité et la pluralité de ses engagements, culturels, sociétaux, économiques, aussi bien au plan associatif qu'individuel. Certaines de ses interventions ont donné lieu à des polémiques par la précocité et l'audace des positions qu'elles soutiennent, notamment envers les libertés.

## Réalisations
- Fondateur et président de Lowe Shem’s (ex-Shem's Publicité)
- Créateur  de l'ancienne revue Kalima
- Fondateur des fondations Zakoura Micro-Crédit[2] et Zakoura Éducation[3]
- Président de la Fondation des arts vivants[4]
- Membre fondateur du Comité Démocratie et modernisation (aussi membre de son comité de pilotage ainsi que de ses commissions Culture et éducation et Démocratie et État de droit)[5]
- Membre du Comité de réhabilitation de l’ancienne médina de Casablanca[6]
- Membre du conseil d’administration de l'Association Lalla Salma de lutte contre le cancer[7]
- Membre fondateur de la Fondation Mohammed VI pour la protection de l’environnement[8]
- Membre fondateur de Transparency Maroc[9]

## Publications
- Zakoura, récit d'un défi : Agir pour l’emploi et l’éducation, Casablanca, Tarik Éditions, 2008, 239 p. (ISBN 9789954419557, OCLC 793111713)